# Killing Eve
Killing Eve és una sèrie de televisió britànico-estatunidenca produïda per Sid Gentle Films per a la BBC Amèrica. Es basa en la saga de novel·les Codename Villanelle de Luke Jennings i està adaptada a la televisió per Phoebe Waller-Bridge. La primera temporada, de vuit episodis, es va estrenar el 8 d'abril del 2018, i poc després es va renovar la sèrie per a una segona temporada.

## Argument
Eve Polastri (Sandra Oh), agent del Servei de Seguretat britànic, investiga la traçuda assassina psicòpata Villanelle (Jodie Comer), mentre totes dues s'obsessionen mútuament.

## Repartiment

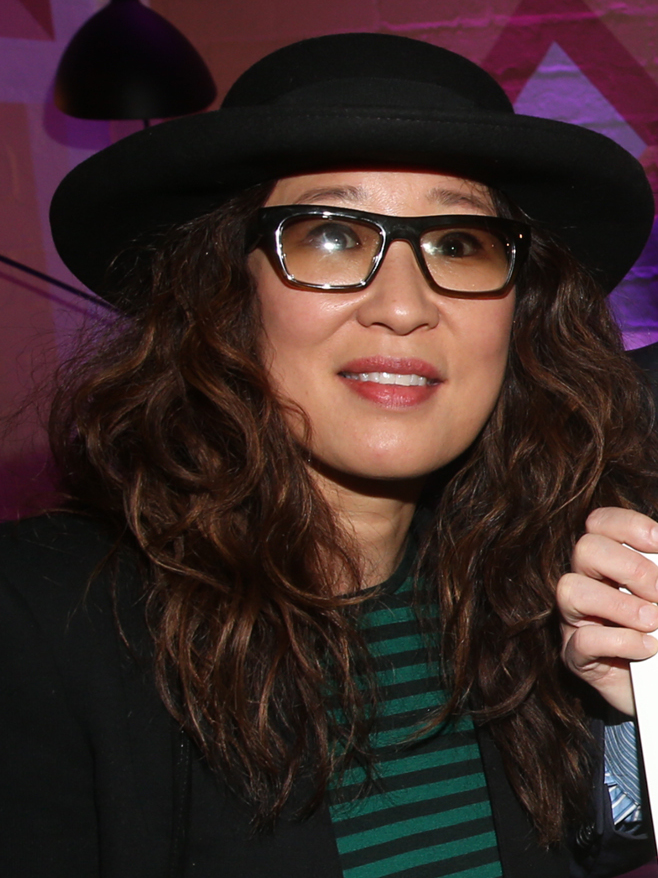
Sandra Oh en el paper d'Eve Polastri.
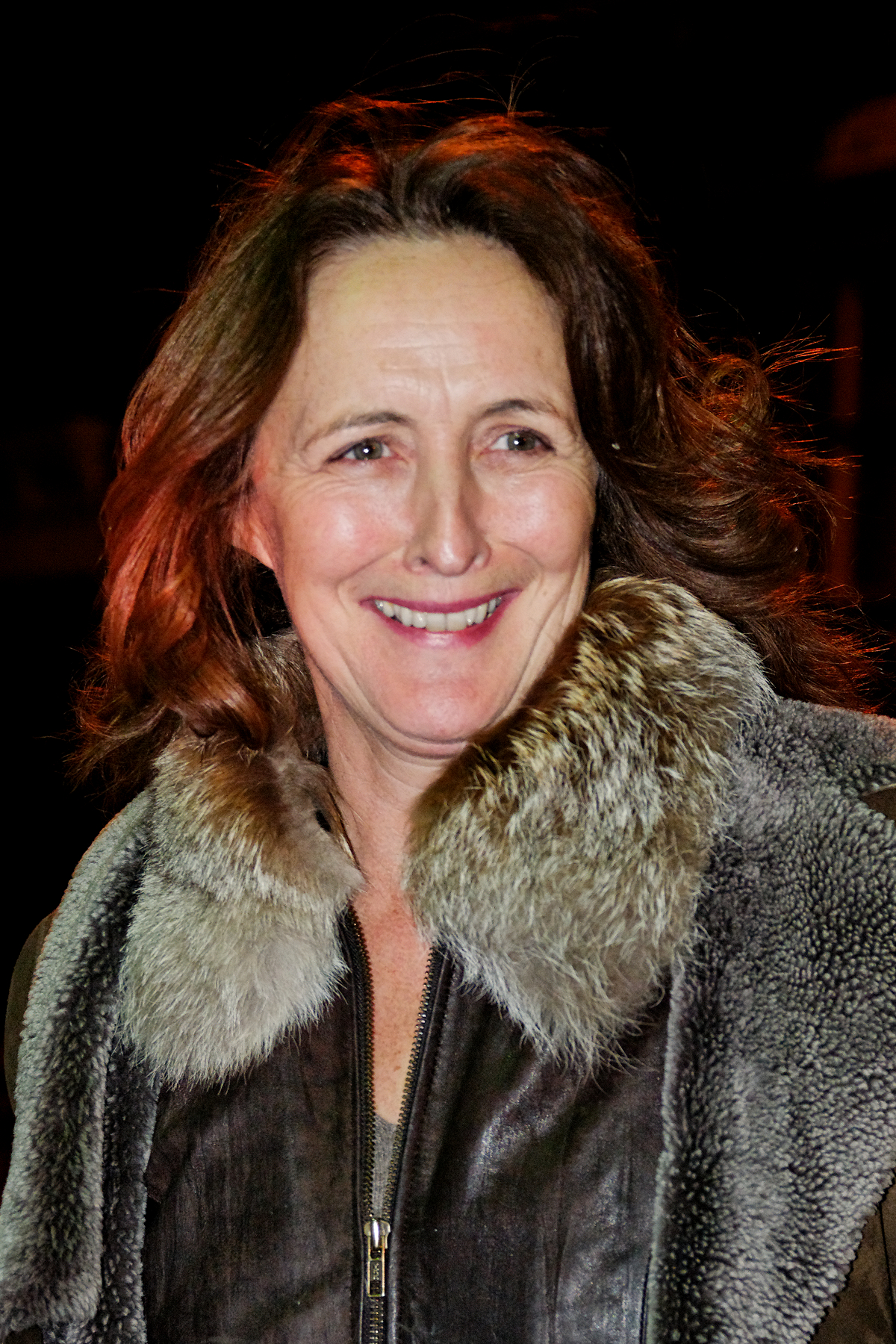
Fiona Shaw en el paper de Carolyn Martens.
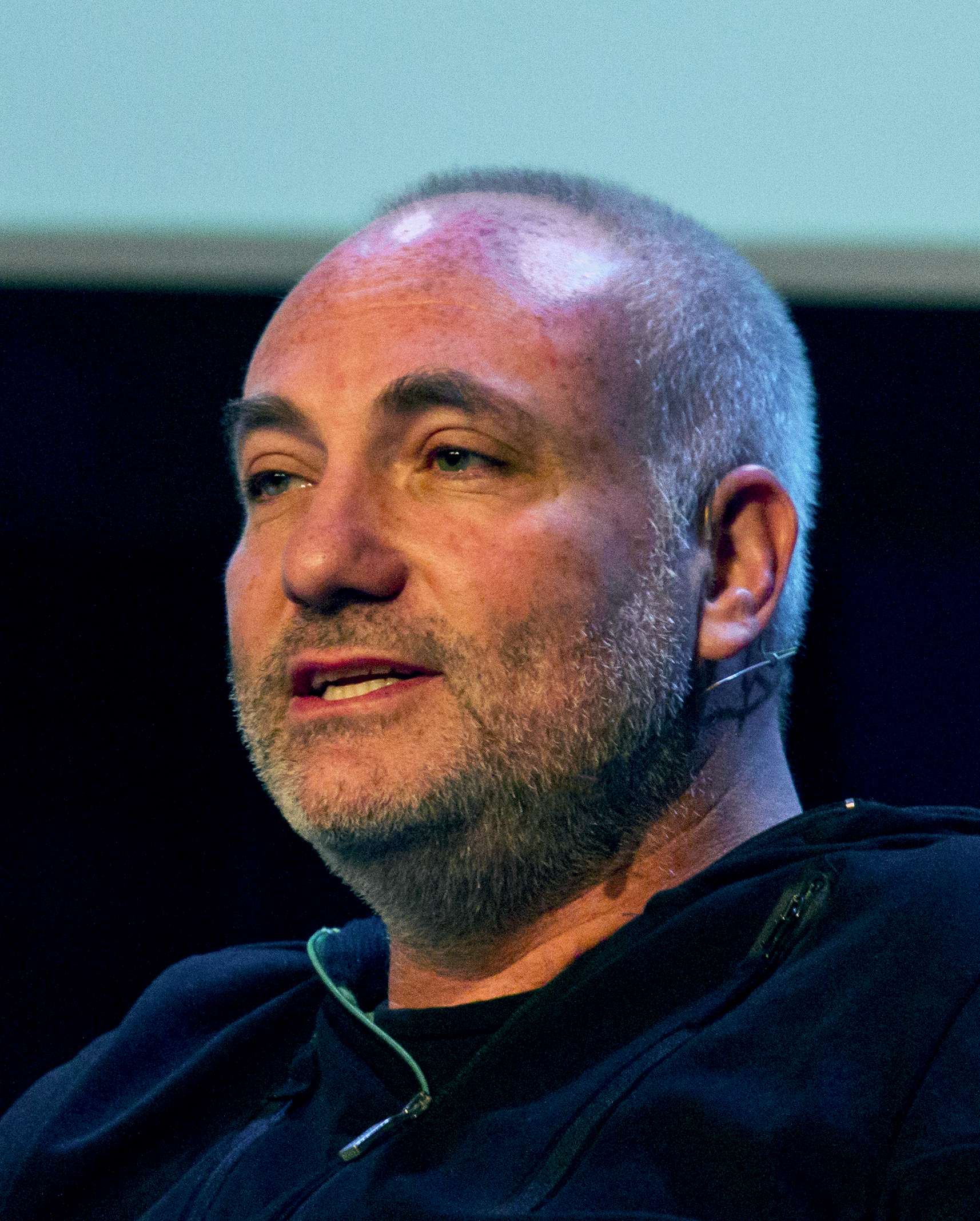
Kim Bodnia en el paper de Konstantin Vasiliev.

### Personatges principals
- Sandra Oh com a Eve Polastri, una agent de l'MI5 que s'obsessiona amb una famosa assassina.[2][3]
- Jodie Comer com a Villanelle / Oksana Astankova, una assassina psicòpata que s'obsessiona amb l'agent de l'MI5 que l'investiga.[3][4]
- Fiona Shaw com a Carolyn Martens, cap de la secció de Rússia de l'MI6.[3][5]
- Kim Bodnia com a Konstantin Vasiliev, superior de la Villanelle.[3][5][6][7]
- Darren Boyd com a Frank Haleton, el supervisor de l'Eve a l'MI5.[3] (temporada 1)
- Owen McDonnell com a Niko Polastri, marit d'Eve Polastri, professor.[8] (temporades 1–3)
- Kirby Howell-Baptiste com a Elena Felton, ajudant de l'Eve.[3][9] (temporada 1)
- Sean Delaney com Kenneth "Kenny" Stowton, el fill de Carolyn, un exhacker que ha estat reclutat per l'MI6. Més tard es converteix en periodista de Bitter Pill. (temporades 1-3)
- David Haig com a Bill Pargrave, l'associat d'Eve a l'MI5 que l'acompanya a l'MI6. (temporada 1)
- Nina Sosanya com a Jess, una agent experimentada de l'MI6 que ara treballa com a part de l'equip d'Eve. (temporada 2)
- Edward Bluemel com a Hugo Tiller, un ric graduat d'Oxford, que treballa com a part de l'equip d'Eve al MI6. (temporada 2)
- Henry Lloyd-Hughes com Aaron Peel, l'hereu d'una empresa de tecnologia després de l'assassinat del seu pare, el magnat Alistair Peel. (temporada 2)
- Adrian Scarborough com a Raymond, membre dels Dotze i un dels antics controladors de Villanelle. (temporada 2)
- Raj Bajaj com a Mo Jafari, un nou agent de l'MI6 que treballa per a Carolyn. (temporada 3)
- Turlough Convery com a Bear, el col·lega de Kenny a Bitter Pill. (temporada 3)
- Steve Pemberton com a Paul, un supervisor de l'MI6. (temporada 3)
- Danny Sapani com a Jamie, el cap de Kenny a Bitter Pill. (temporada 3)
- Harriet Walter com a Dasha Duzran, una gimnasta olímpica que es va convertir en espia, antiga entrenadora i mentor de Villanelle. (temporada 3)
- Gemma Whelan com a Geraldine, la filla de Carolyn i la germana gran de Kenny. (temporada 3)
- Camille Cottin com Hélène, membre dels Dotze. (temporada 3)

### Personatges recurrents
- Yuli Lagodinsky com a Irina, la filla petita de Konstantin. (temporades 1 i 3)
- Sonia Elliman com a Madame Tattevin, la veïna de Villanelle al seu edifici d'apartaments a París. (temporades 1–2)
- Susan Lynch com a Anna, antiga professora d'idiomes de Villanelle i interès amorós. (temporada 1)
- Olivia Ross com a Nadia, una assassina dels Dotze i l'antic interès amorós de Villanelle. (temporada 1)
- Billy Matthews com a Dominik Wolanski, un jove jugador de bridge. (temporada 1)
- Shannon Tarbet com a Amber Peel, la germana d'Aaron. (temporada 2)
- Adeel Akhtar com a Martin, l'expert de la intel·ligència britànica en psicòpates. (temporada 2)
- Emma Pierson com a Gemma, una professora col·lega de Niko. (temporada 2)
- Jung Sun den Hollander com Jin / The Ghost, un assassí rival contractat per Aaron. (temporada 2)
- Ayoola Smart com a Audrey, la xicota de Kenny i companya de feina a Bitter Pill. (temporada 3)
- Alexandra Roach com a Rhian, un assassí rival dels Dotze. (temporada 3)

### Convidats
- Remo Girone com Cesare Greco, un objectiu de Villanelle. (temporada 1)
- Charlie Hamblett com a Sebastian, un veí de Villanelle amb qui comença una amistat. (temporada 1)
- Edward Akrout com a Diego, un assassí que ho sap tot que treballa amb Villanelle. (temporada 1)
- Julian Barratt com a Julian, un home gran que deixa que Villanelle es quedi amb ell. (temporada 2)
- Zoë Wanamaker com a Helen Jacobsen, una alta oficial d'intel·ligència britànica i cap de Carolyn. (temporada 2)
- Dominic Mafham com a Charles Kruger, el comptable dels Dotze. (temporada 3)
- Rebecca Saire com a Bertha Kruger, l'esposa de Charles. (temporada 3)
- Evgenia Dodina com a Tatiana, la mare d'Oksana. (temporada 3)
- Predrag Bjelac com a Grigoriy, el nou marit de Tatiana. (temporada 3)

## Episodis

### Temporada 1 (2018)
| Núm. total | Núm. en la sèrie | Títol                            | Direcció       | Guió                 | Data d'emissió original | Espectadors U.S. (milions) |
| ---------- | ---------------- | -------------------------------- | -------------- | -------------------- | ----------------------- | -------------------------- |
| 1          | 1                | «Nice Face»                      | Harry Bradbeer | Phoebe Waller-Bridge | 8 d'abril de 2018       | 0.423                      |
| 2          | 2                | «I'll Deal with Him Later»       | Harry Bradbeer | Phoebe Waller-Bridge | 15 d'abril de 2018      | 0.371                      |
| 3          | 3                | «Don't I Know You?»              | Jon East       | Vicky Jones          | 22 d'abril de 2018      | 0.388                      |
| 4          | 4                | «Sorry Baby»                     | Jon East       | George Kay           | 29 d'abril de 2018      | 0.503                      |
| 5          | 5                | «I Have a Thing About Bathrooms» | Jon East       | Phoebe Waller-Bridge | 6 de maig de 2018       | 0.518                      |
| 6          | 6                | «Take Me to the Hole!»           | Damon Thomas   | George Kay           | 13 de maig de 2018      | 0.537                      |
| 7          | 7                | «I Don't Want to Be Free»        | Damon Thomas   | Rob Williams         | 20 de maig de 2018      | 0.485                      |
| 8          | 8                | «God, I'm Tired»                 | Damon Thomas   | Phoebe Waller-Bridge | 27 de maig de 2018      | 0.701                      |

### Temporada 2 (2019)
| Núm. total | Núm. en la sèrie | Títol                                   | Direcció            | Guió                                           | Data d'emissió original | Espectadors U.S. (milions) |
| ---------- | ---------------- | --------------------------------------- | ------------------- | ---------------------------------------------- | ----------------------- | -------------------------- |
| 9          | 1                | «Do You Know How to Dispose of a Body?» | Damon Thomas        | Emerald Fennell                                | 7 d'abril de 2019       | 0.403                      |
| 10         | 2                | «Nice and Neat»                         | Damon Thomas        | Emerald Fennell                                | 14 d'abril de 2019      | 0.321                      |
| 11         | 3                | «The Hungry Caterpillar»                | Lisa Brühlmann      | Emerald Fennell i Henrietta i Jessica Ashworth | 21 d'abril de 2019      | 0.361                      |
| 12         | 4                | «Desperate Times»                       | Lisa Brühlmann      | Emerald Fennell & D.C. Moore                   | 28 d'abril de 2019      | 0.459                      |
| 13         | 5                | «Smell Ya Later»                        | Francesca Gregorini | Freddy Syborn                                  | 5 de maig de 2019       | 0.454                      |
| 14         | 6                | «I Hope You Like Missionary!»           | Francesca Gregorini | Jeremy Dyson                                   | 12 de maig de 2019      | 0.402                      |
| 15         | 7                | «Wide Awake»                            | Damon Thomas        | Emerald Fennell                                | 19 de maig de 2019      | 0.419                      |
| 16         | 8                | «You're Mine»                           | Damon Thomas        | Emerald Fennell                                | 26 de maig de 2019      | 0.367                      |

### Temporada 3 (2020)
| Núm. total | Núm. en la sèrie | Títol                         | Direcció        | Guió                           | Data d'emissió original | Espectadors U.S. (milions) |
| ---------- | ---------------- | ----------------------------- | --------------- | ------------------------------ | ----------------------- | -------------------------- |
| 17         | 1                | «Slowly Slowly Catchy Monkey» | Terry McDonough | Suzanne Heathcote              | 12 d'abril de 2020      | 0.443                      |
| 18         | 2                | «Management Sucks»            | Terry McDonough | Anna Jordan                    | 19 d'abril de 2020      | 0.342                      |
| 19         | 3                | «Meetings Have Biscuits»      | Miranda Bowen   | Laura Neal                     | 26 d'abril de 2020      | 0.334                      |
| 20         | 4                | «Still Got It»                | Miranda Bowen   | Elinor Cook                    | 3 de maig de 2020       | 0.380                      |
| 21         | 5                | «Are You from Pinner?»        | Shannon Murphy  | Suzanne Heathcote              | 10 de maig de 2020      | 0.419                      |
| 22         | 6                | «End of Game»                 | Shannon Murphy  | Krissie Ducker                 | 17 de maig de 2020      | 0.340                      |
| 23         | 7                | «Beautiful Monster»           | Damon Thomas    | Laura Neal                     | 24 de maig de 2020      | 0.357                      |
| 24         | 8                | «Are You Leading or Am I?»    | Damon Thomas    | Suzanne Heathcote i Laura Neal | 31 de maig de 2020      | 0.393                      |

### Temporada 4 (2022)
| Núm. total | Núm. en la sèrie | Títol                          | Direcció       | Guió                          | Data d'emissió original | Espectadors U.S. (milions) |
| ---------- | ---------------- | ------------------------------ | -------------- | ----------------------------- | ----------------------- | -------------------------- |
| 25         | 1                | «Just Dunk Me»                 | Stella Corradi | Laura Neal                    | 27 de febrer de 2022    | Sense determinar           |
| 26         | 2                | «Don't Get Eaten»              | Stella Corradi | Laura Neal                    | 6 de març de 2022       | Sense determinar           |
| 27         | 3                | «A Rainbow in Beige Boots»     | Anu Menon      | Kayleigh Llewellyn            | 13 de març de 2022      | Sense determinar           |
| 28         | 4                | «It's Agony and I'm Ravenous»  | Anu Menon      | Kayleigh Llewellyn            | 20 de març de 2022      | Sense determinar           |
| 29         | 5                | «Don't Get Attached»           | Emily Atef     | Laura Neal and Georgia Lester | 27 de març de 2022      | Sense determinar           |
| 30         | 6                | «Oh Goodie, I'm the Winner»    | Emily Atef     | Kayleigh Llewellyn            | 3 d'abril de 2022       | Sense determinar           |
| 31         | 7                | «Making Dead Things Look Nice» | Stella Corradi | Sarah Simmonds                | 10 d'abril de 2022      | Sense determinar           |
| 32         | 8                | «Hello, Losers»                | Stella Corradi | Laura Neal                    | 10 d'abril de 2022      | Sense determinar           |

## Resposta crítica

### Sèrie 4
El final de la sèrie es va emetre el 10 d'abril de 2022, rebent "moltes" reaccions de la seva base de fans, i, en conseqüència, es va classificar ràpidament a les pitjors llistes de finals de televisió. Jennings, en un article per a The Guardian, va consolar els fans molestos, considerant que el final era "una inclinació a la convenció". Abans del rodatge, la quarta sèrie va experimentar una reacció anterior quan Kayleigh Llewellyn va tuitejar una captura de pantalla d'una trucada de Zoom amb els altres guionistes de la quarta sèrie. Això va provocar crítiques sobre la manca de diversitat a la sala de l'escriptor, donat que una de les protagonistes del programa era una dona asiàtica.